# Элендт, Анна
Анна Элендт (нем. Anna Elendt; род. 4 сентября 2001, Драйайх, Гессен) ― немецкая пловчиха, чемпионка мира 2025 года, призёр чемпионатов мира. Участница летних Олимпийских игр 2020 и 2024 годов.

## Биография
Родилась 4 сентября 2001 года в Драйайхе, Германия.
В 2021 году приняла участие в летних Олимпийских играх в Токио. На дистанции 100 метров брассом заняла итоговое тринадцатое место, не сумев пробиться в финал. В эстафете 4 по 100 метров комплексным плаванием в составе немецкой команды заняла итоговое одиннадцатое место.
В Будапеште на чемпионате мира по водным видам спорта 2022 года стала серебряным призёром на дистанции 100 метров брассом.
На чемпионате мира в 25-метровом бассейне в Мельбурне завоевала бронзовую медаль на дистанции 100 метров брассом.
На Олимпийских играх 2024 года в Париже немецкая спортсменка приняла участие в заплыве на дистанции 100 метров брассом, в итоговом протоколе став 20-й, не сумев пробиться даже в полуфинал. В составе эстафеты 4 по 100 метров комплексным плаванием заняла итоговое девятое место.
В 2025 году на чемпионате мира в Сингапуре Элендт стала чемпионкой мира на дистанции 100 метров брассом, опередив более именитых соперниц.